# Martin Lukeš (ekonom)
Martin Lukeš (* 17. prosince 1976) je český profesor v oboru Podniková ekonomika a management. Od roku 2022 působí ve funkci Prorektora pro vědu, výzkum a doktorské studium na Vysoké škole ekonomické v Praze (VŠE). Před svým nástupem do funkce Prorektora působil mezi lety 2014 až 2022 ve funkci Proděkana pro vědu, výzkum a doktorské studium na Fakultě podnikohospodářské (FPH). Na téže fakultě působí již od roku 2003, kdy zde započal doktorské studium, posléze získal titul docenta a následně profesora. 

## Kariéra
Martin Lukeš dokončil v roce 2001 magisterské studium na VŠE v oboru ekonomie a management a následně v roce 2003 magisterské studium na Univerzitě Karlově v oboru Psychologie.  Od roku 2003 působil na VŠE nejen v navazujících typech studia, ale i profesně. Do roku 2006 působil jako Asistent na Katedře psychologie a sociologie řízení, dále od roku 2006 jako Ředitel Rozvojového a poradenského centra VŠE, zároveň také jako Odborný asistent na Katedře psychologie a sociologie řízení; od roku 2015 jako docent na Katedře manažerské psychologie a sociologie (2014) a na Katedře podnikání (od 2015). Dále pokračoval do funkce Zástupce vedoucí Katedry podnikání (2015-2018), Proděkana pro vědu, výzkum a doktorské studium, vedoucího Katedry podnikání a nyní od roku 2022 je prorektorem pro vědu, výzkum a doktorské studium.
Pracovní zkušenosti sbíral již dříve i mimo VŠE, kdy působil v ACE Media ventures, Inc. v roli koordinátora náboru zaměstnanců. Následně v roce 2003 pracoval ve společnosti Siemens, s.r.o. jako konzultant HR leadership developmentu. V letech 2002 až 2005 navštívil jako hostující vědecký pracovník Institut für Arbeits-, Organisations- und Sozialpsychologie na Technische Universität Dresden (Technické univerzitě v Drážďanech). Od roku 2010 se jako spoluzakladatel podílel na rozvoji MŠ, ZŠ i SŠ Da Vinci, kterou řídil mezi lety 2010 a 2012. Od roku 2012 je členem rady ve funkci právnické osoby.

## Akademická činnost
Martin Lukeš vyučuje či garantuje několik kurzů na VŠE v magisterském a doktorském studiu, především v oblasti podnikání, managementu a vědeckých metod. V minulosti také organizoval mezinárodní letní školy Psychology of Entrepreneurship (Praha, 2010, 2011), kde sám vyučoval. Průběžně přednáší pro skupiny studentů z USA, VB, Španělska, Ruska či Německa. 
Ve svých vědeckých publikacích se věnuje různým aspektům podnikání, jako jsou genderové rozdíly (Feldmann a kol. 2020), pracovní hodnoty (Lukeš a kol. 2019), rodinné firmy (Dvouletý a kol. 2019, Machek a kol. 2019, Hnilica a kol. 2019) a inovace (Lukeš a kol. 2017). Přispěl i do problematiky start-upů a podnikatelských inkubátorů (Lukeš a kol. 2019), kurzů zvládání stresu mezilidských vztazích (tzv. RMT, Relational Mindfulness Training) (Vich a kol. 2020) a ekonomické soběstačnosti (Tosun a kol. 2018). Oblast českého podnikatelského prostředí posunul např. v publikacích Hnilica a kol. (2019) a Dvouletý a kol. (2018).
O českém podnikatelském prostředí vydal i knižní publikace Success factors and volunteerism in non-profit organizations in the Czech Republic a Podnikání v České republice. O psychologických aspektech podnikání pojednávají knihy Psychologie podnikání a Entrepreneurship: A Psychological Approach. Za své články i knihy byl opakovaně oceněn FPH (2008, 2013, 2016). V roce 2019 se umístil na prvním místě v ocenění rektorky za nejlepší odborný článek. Během svého působení na VŠE byl zapojen i do mnoha projektů GAČR (např. Revize vlivu otevřených kanceláří na výkonnost a duševní pohodu: případ coworkingu) a TAČR (např. Prekarita jako reálná zkušenost sebezaměstaných a mikropodniků), v obou případech jako vedoucí řešitelského týmu.